# Helmtrud Nyström
Helmtrud Hilda Nyström, född Meyer den 24 januari 1939 i Hannover i Tyskland, död 1 oktober 2021 i Lund, var en tysk-svensk grafiker, tecknare och målare. Hon var sedan 1961 bosatt i Lund. Helmtrud Nyström är begravd på Ravlunda kyrkogård.

## Biografi
Helmtrud Nyström föddes i Hannover 1939. Hennes far var vägdirektör, modern utbildad sjukgymnast. 1941 evakuerades familjen till den lilla byn Asel bei Hildesheim, cirka 20 km söder om Hannover, sedan deras hus eldhärjats. 1948 bosatte man sig i Osnabrück, längre västerut. Hon blev tidigt intresserad av konst och uppmuntrades av föräldrarna; tidiga favoriter var Emil Nolde och Paul Klee. Efter avslutad skolgång utbildade hon sig till trädgårdsarkitekt. I utbildningen ingick en termins praktik utomlands och hon gjorde denna på Bergianska trädgården i Stockholm 1961. Det var här hon träffade sin blivande make Mats Nyström. Paret bosatte sig i Lund.
1962 gick Helmtrud Nyström på Östra Grevie folkhögskola för att lära sig svenska. På skolan började hon också att teckna kroki. Att arbeta som trädgårdsarkitekt lockade inte längre; det skulle innebära alltför mycket skrivbordsarbete. I stället beslöt hon att satsa på en konstnärlig utbildning. 1963 började hon på Forums målarskola i Malmö och 1966 gick hon vidare till Forums grafikskola med Bertil Lundberg som lärare. 1968 hade hon sin första separatutställning på Lilla konstsalongen i Malmö medan hon fortfarande gick på grafikskolan. 1971 skaffade hon en egen grafikverkstad i Lund tillsammans med två andra elever från Forums grafikskola, Mariana Manner och Olle Dahl.
Helmtrud Nyström verkade senare som gästlärare vid konstskolor i Canberra, Greifswald och Reykjavik.
Hon var medlem i Konstföreningen Auras konstnärsgrupp i Lund.

## Helmtrud Nyströms bildvärld
När Helmtrud Nyström debuterade runt 1970 var tidsandan politisk men hennes bilder hade sällan något entydigt budskap, även om hon kunde återkomma till hoten mot miljön. Hon intellektualiserade inte och hon lämnade till betraktaren att skapa en egen tolkning.
Hennes bilder brukar beskrivas som drömska eller poetiska collage. Hon ställer samman djur, fåglar, människor och natur men det är ingen naturromantik. Ofta finns ett vagt hot i bilden bakom en vacker och inbjudande yta, exempelvis parklandskap eller trädgårdar bakom en skyddande eller utestängande mur, en fågel som en symbol för frihet, en bunden eller död fågel som symbol för ofrihet. Enkla figurer, tecken, pilar och rebusartade sekvenser förekommer i Paul Klees anda och inspirerade av ursprungsbefolkningars bilder. Genom att använda ett antal återkommande sådana element skapar hon en egen mytologisk värld. Bilderna är ofta naivt tecknade. De saknar djupperspektiv och tredimensionalitet. Hon använder ramar och bårder men framför allt är det färgerna som binder samman en bild.

## Teknik
Helmtrud Nyström är främst känd som grafiker. Hon fastnade tidigt för koppargrafik, linjeetsning i kombination med akvatint. I sin ateljé har hon svarat för hela processen till det färdiga bladet. Perioder med grafik har växlat med måleri och teckning och från 1990-talet har måleriet blivit vanligare för att på 2000-talet dominera.

## Utmärkelser mm
Helmtrud Nyström mottog genom åren ett stort antal utmärkelser och stipendier, både internationella och svenska, bland annat vid grafikbiennaler i Tyskland, Finland, Jugoslavien, Frankrike och Indien. År 2001 fick hon Lunds stads kulturpris. Hon finns representerad i Sverige och runt om i världen, bland annat på Moderna museet i Stockholm, Norrköpings konstmuseum, Kalmar konstmuseum, Örebro läns landsting, British Museum i London och museer i Oslo, Helsingfors, Prag, Warszawa och Rio de Janeiro.